# Melomys rubicola
Mélomys de Bramble Cay
Espèce
Statut de conservation UICN

 EX D : Éteint
Melomys rubicola, le Mélomys de Bramble Cay, est un petit rongeur de la famille des muridés. Découvert en 1845, il est endémique de Bramble Cay, une petite langue de sable de 200 m de large située dans l'est du détroit de Torrès, entre l'Australie et la Papouasie-Nouvelle-Guinée. 
N'ayant plus été aperçu depuis 2009, il est considéré comme probablement éteint depuis le 14 juin 2016, et son extinction a été officialisée  le 18 février 2019 par le gouvernement australien, puis par l'Union internationale pour la conservation de la nature,,. Il est considéré comme étant probablement la première espèce de mammifère ayant disparu à cause du réchauffement climatique,. La cause de cette extinction est la destruction de son habitat après des tempêtes de forte intensité qui ont provoqué des inondations répétées.